# 口述歷史
口述歷史是一種搜集歷史的途徑，該類歷史資料源自人的記憶，由歷史學家、學者、記者、學生等，訪問曾經親身活於歷史現場的見証人和历史亲历者，讓學者文字筆錄、有聲錄音、影像錄影等。之後，作為日後學術分析，在這些原始記錄中，抽取有關的史料，再與其他歷史文獻比對，讓歷史更加全面補充、更加接近具體的歷史事件真實。
口述歷史發端於艾伦·内文斯，在臺灣則由專研近代史的郭廷以開創。唐德剛則根據《史記·刺客列傳》的「太史公曰」，認為口述歷史在中國至少有兩千年的歷史。

## 適用性
口述歷史這種資料搜集的方法，最適用於歷史目擊者是長者、不能以文字流暢表達意思的人等。例如，南京大屠殺、二二八事件、三七事件、六四事件等事件，遺世者有不少史料，都是口述歷史，也一样可信。

## 相關
- 集體回憶
- 南港學派

## 外部参考
- 甚麼是口述歷史
- 貝絲．羅伯森（Beth M. Robertson）《如何做好口述歷史》
- 香港口述歷史檔案（页面存档备份，存于） - 香港大學圖書館數碼化項目